# Doueirare
Doueirare este o comună din departamentul Aïoun El Atrouss, Regiunea Hodh El Gharbi, Mauritania, cu o populație de 8.119 locuitori.